# Aaron Stanford
Aaron Stanford (sinh ngày 27 tháng 12 năm 1976) là nam diễn viên người Mỹ. Anh được biết đến qua các vai Pyro trong X2, X-Men: The Last Stand và Deadpool & Wolverine, Doug trong bản làm lại của The Hills Have Eyes năm 2006. Từ năm 2010 đến năm 2013, anh đóng vai Birkhoff trong sê-ri truyền hình Nikita. Anh cũng từng thủ vai James Cole trong bộ phim truyền hình 12 Monkeys dựa trên phim cùng tên năm 1995.

## Tiểu sử
Stanford sinh ra tại Westford, Massachusetts, mẹ là Judith (nhũ danh Dupras), giảng viên tiếng Anh, cha là Don Stanford, làm trong ngành xuất bản. Em trai anh tên David, là một nhạc sĩ. Stanford học trường Trung học Westford ở quê nhà. Sau đó anh học Đại học New York tại phường Purchase nhưng rồi chuyển sang trường nghệ thuật Mason Gross của Đại học Rutgers để tìm hiểu về nghề diễn xuất. Anh tốt nghiệp năm 2000.

## Sự nghiệp
Stanford từng vào vai James Cole trong phiên bản truyền hình của phim 12 Monkeys, lên sóng tháng 1 năm 2015 trên kênh Syfy. Anh cũng góp mặt trong sê-ri Fear the Walking Dead với vai phụ Jim.

## Danh sách phim

### Điện ảnh
| Năm  | Tên                                    | Vai                       | Ct                                                                                           |
| ---- | -------------------------------------- | ------------------------- | -------------------------------------------------------------------------------------------- |
| 2002 | Tadpole                                | Oscar Grubman             | Đề cử—Nam diễn viên có diễn xuất xuất sắc trong phim điện ảnh - hài - nhạc kịch—Giải Vệ Tinh |
| 2002 | Hollywood Ending                       |                           |                                                                                              |
| 2002 | 25th Hour                              | Marcuse                   |                                                                                              |
| 2003 | X2                                     | John Allerdyce / Pyro     |                                                                                              |
| 2003 | Rick                                   | Duke                      |                                                                                              |
| 2004 | Winter Solstice                        | Gabe Winters              |                                                                                              |
| 2004 | Spartan                                | Michael Blake             |                                                                                              |
| 2005 | Runaway                                | Michael Adler             |                                                                                              |
| 2005 | Standing Still                         | Rich                      |                                                                                              |
| 2006 | The Hills Have Eyes                    | Doug Bukowski             |                                                                                              |
| 2006 | Live Free or Die                       | John "Rugged" Rudgate     |                                                                                              |
| 2006 | X-Men: The Last Stand                  | John Allerdyce / Pyro     |                                                                                              |
| 2007 | Flakes                                 | Neal Downs                |                                                                                              |
| 2007 | The Cake Eaters                        | Dwight "Beagle" Kimbrough |                                                                                              |
| 2008 | Holy Money                             | Anthony                   |                                                                                              |
| 2008 | How I Got Lost                         | Andrew Peterson           | Giải NY Emerging Talent—Liên hoan phim Big Apple                                             |
| 2016 | We've Forgotten More Than We Ever Knew | Daniel                    |                                                                                              |
| 2017 | Furthest Witness                       | Kyle Braddock             |                                                                                              |
| 2017 | Clinical                               | Miles Richardson          |                                                                                              |
| 2020 | Horse Girl                             | Hades                     |                                                                                              |
| 2023 | Finestkind                             | Skeemo                    |                                                                                              |
| 2024 | Deadpool & Wolverine                   | John Allerdyce / Pyro     |                                                                                              |